# Steve Marshall
Stephen „Steve” Marshall (ur. 13 kwietnia 1960) – kanadyjski zapaśnik walczący w obu stylach. Olimpijczyk z Seulu 1988, gdzie odpadł w eliminacjach w kategorii 100 kg w stylu klasycznym.
Czwarte miejsce na mistrzostwach świata w 1989. Trzeci w Pucharze Świata w 1989 i czwarty w 1984 i 1990. Trzeci na igrzyskach panamerykańskich w 1987. Zdobył cztery medale na mistrzostwach panamerykańskich w latach 1986-1988. Wicemistrz Wspólnoty Narodów w 1985 roku.